# Incontro Nazionale dei Madonnari 2022

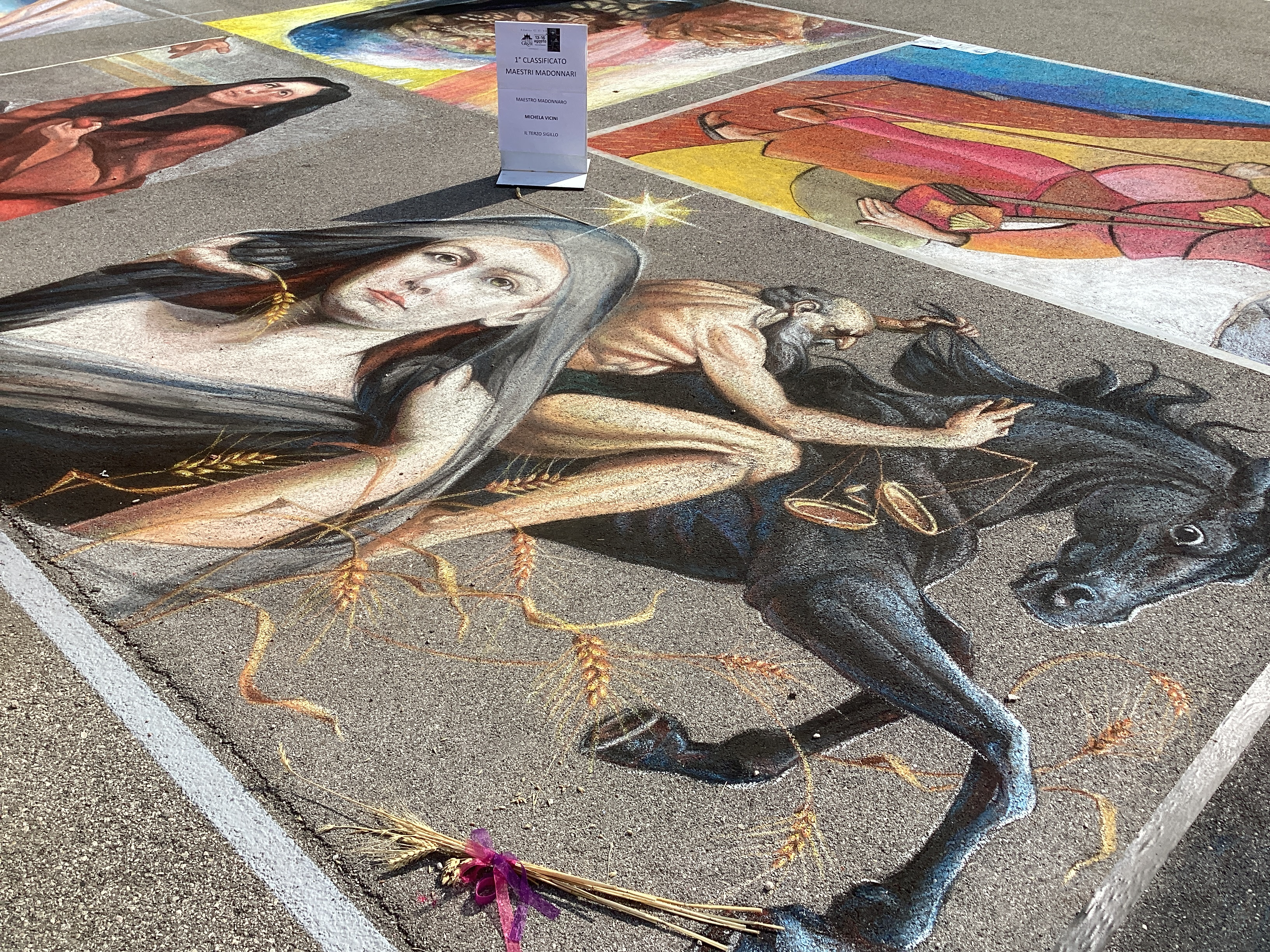
Michela Vicini, Il terzo Sigillo

Il 14 e il 15 agosto 2022 sul sagrato di Grazie di Curtatone si è tenuto il quarantottesimo Incontro Nazionale dei Madonnari. La manifestazione è tornata tre anni dopo l'ultima edizione, dopo che nel 2020 e nel 2021 l'Incontro non ha avuto luogo a causa della pandemia di COVID-19. Hanno partecipato 140 artisti, divisi come da consuetudine nelle tre categorie (Maestri, Qualificati e Semplici). Il primo premio nella categoria Maestri madonnari è andato a Michela Vicini, seconda Michela Bogoni (già vincitrice nel 2018) e terza Mariangela Cappa (già tre volte vincitrice a Grazie). Nella categoria Madonnari qualificati affermazione per Andrea Grespi, seconda Giulia Monzani e terza classificata l'olandese Maureen Kolhoff. Tra i Madonnari semplici, podio tutto straniero con l'affermazione messicana di Martinez Santoyo Joei Marcos. Secondo Hernandez Briones Salvador e terza Mendez Lopez Jose de Jesus.

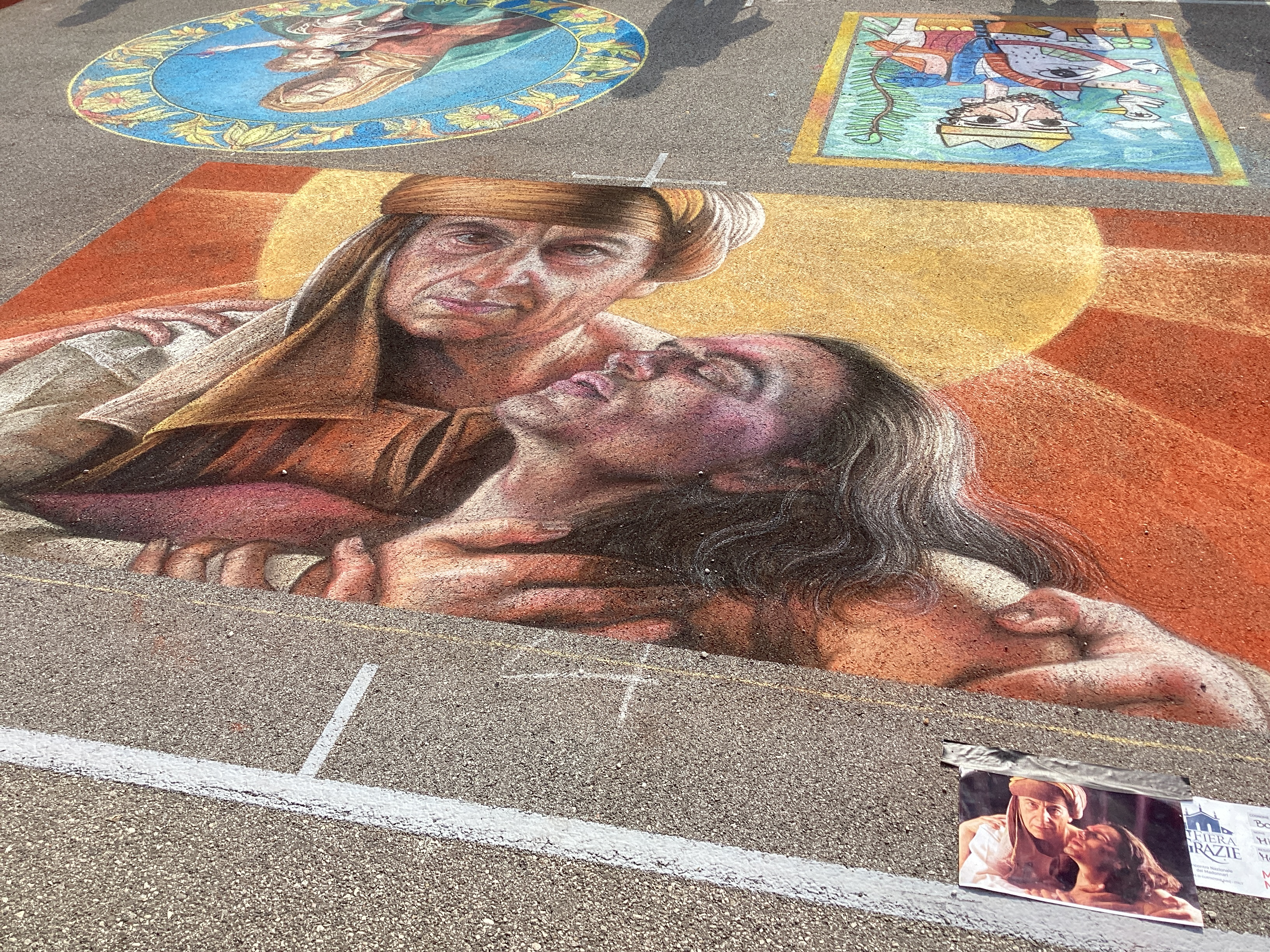
Michela Bogoni, Il buon samaritano